# William P. Richardson

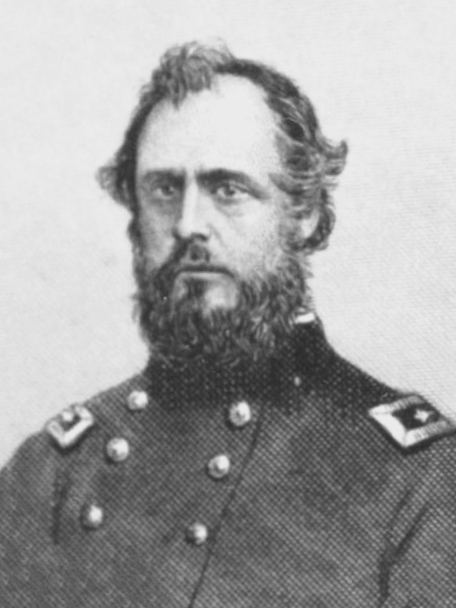
William P. Richardson

William Pitt Richardson (* 25. Mai 1824 im Washington County, Pennsylvania; † 4. August 1886 in New Castle, Indiana) war ein US-amerikanischer Jurist, Offizier und Politiker der Republikanischen Partei. Er war 1865 Attorney General von Ohio.

## Werdegang
Die Jugendjahre von William Pitt Richardson waren von der Wirtschaftskrise von 1837 überschattet. Er begann 1841 das Washington College zu besuchen und machte dort 1844 seinen Abschluss. Danach war er als Lehrer tätig und blieb es auch nach seinem Umzug nach Ohio. Er verpflichtete sich 1846 als Private im 3. Infanterieregiment von Ohio und diente im Mexikanisch-Amerikanischen Krieg. 1852 wurde er zum Staatsanwalt (Prosecuting Attorney) vom Monroe County gewählt – ein Posten, welchen er bis 1861 innehatte. Während des Bürgerkrieges verpflichtete er sich als Major im 25. Infanterieregiment von Ohio. Im Laufe der Zeit wurde er zum Lieutenant Colonel und dann zum Colonel befördertet. Am 2. Mai 1863 nahm er an der Schlacht bei Chancellorsville teil, wo er schwer verwundet wurde und seinen rechten Arm verlor.
Richardson wurde 1864 zum Attorney General von Ohio gewählt. Er bekleidete das Amt vom 9. Januar 1865 bis zu seinem Rücktritt am 20. Februar 1865. Gouverneur John Brough ernannte daraufhin Chauncey N. Olds zum Attorney General. Im Dezember 1864 erhielt Richardson eine Beförderung zum Brevet-Brigadegeneral. Im selben Jahr wurde er zum Kommandanten des Militärgefangenenlagers in Camp Chase in Columbus (Ohio) ernannt. Später wurde er zum Collector of Internal Revenue für den 15. Bezirk von Ohio ernannt. Er verstarb am 4. August 1886 in New Castle (Indiana). Sein Leichnam wurde dann nach Marietta (Ohio) überführt, wo er auf dem Oak Grove Cemetery beigesetzt wurde.
Seine Enkeltochter Rhea war die Mutter des berühmten US-amerikanischen Filmregisseur John Huston und Großmutter der Schauspieler Anjelica Huston und Danny Huston.